# Башенный кран

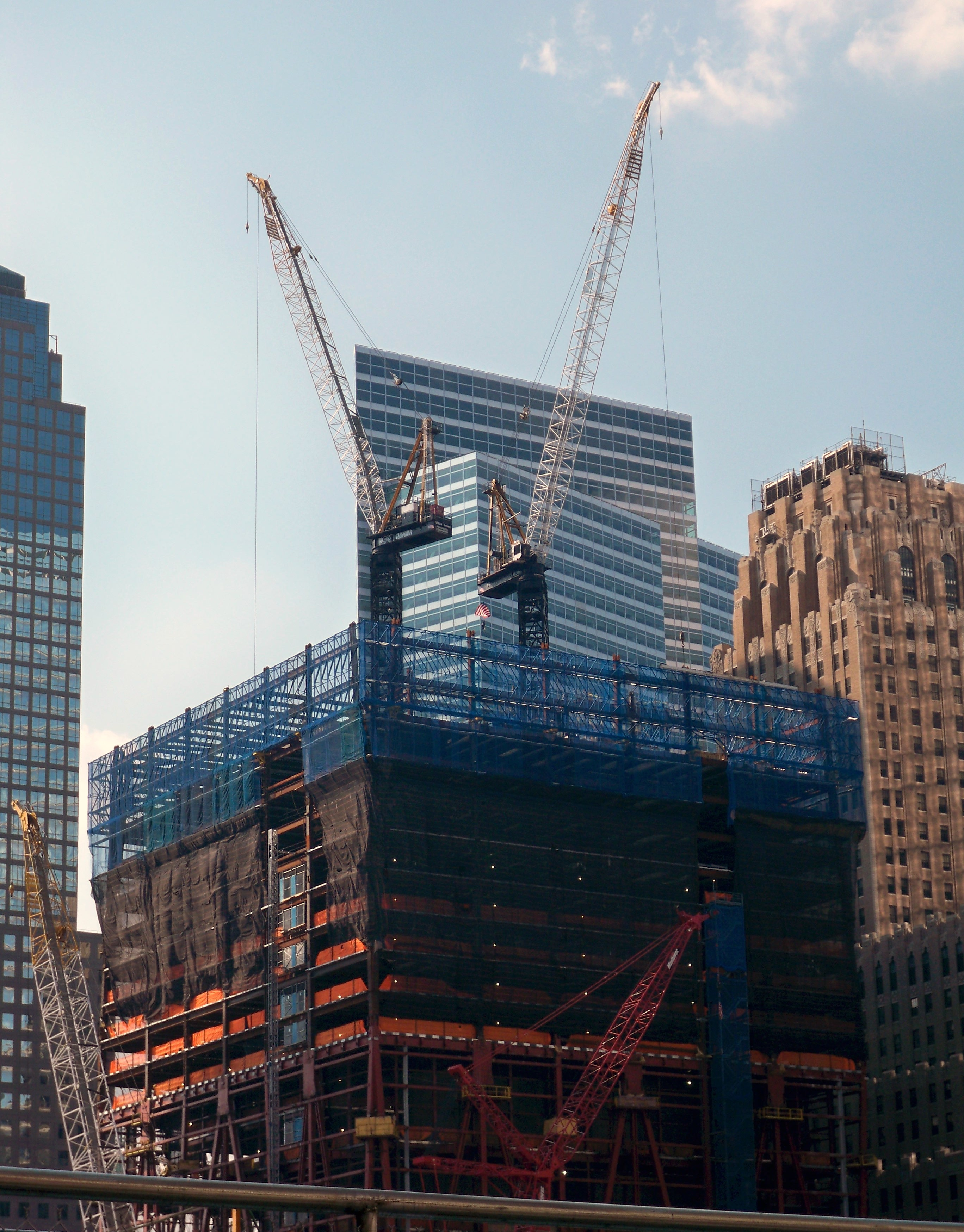
Самоподъёмные краны на строительстве нового ВТЦ, Нью-Йорк

Ба́шенный кра́н (англ. Tower crane, фр. Grue à tour) — поворотный кран стрелового типа со стрелой, закреплённой в верхней части вертикально расположенной башни. В машинном парке передвижных кранов их доля — порядка 18 %.

## История
Первый прообраз башенных кранов современного типа появился ещё в 1913 году: кран, созданный Юлиусом Вольфом, обладал поворотной платформой, расположенной в верхней части башни. Через 15 лет, в 1928-м, спроектирован и создан первый башенный кран с балочной стрелой, а в 1952 году — с подъёмной.

### СССР

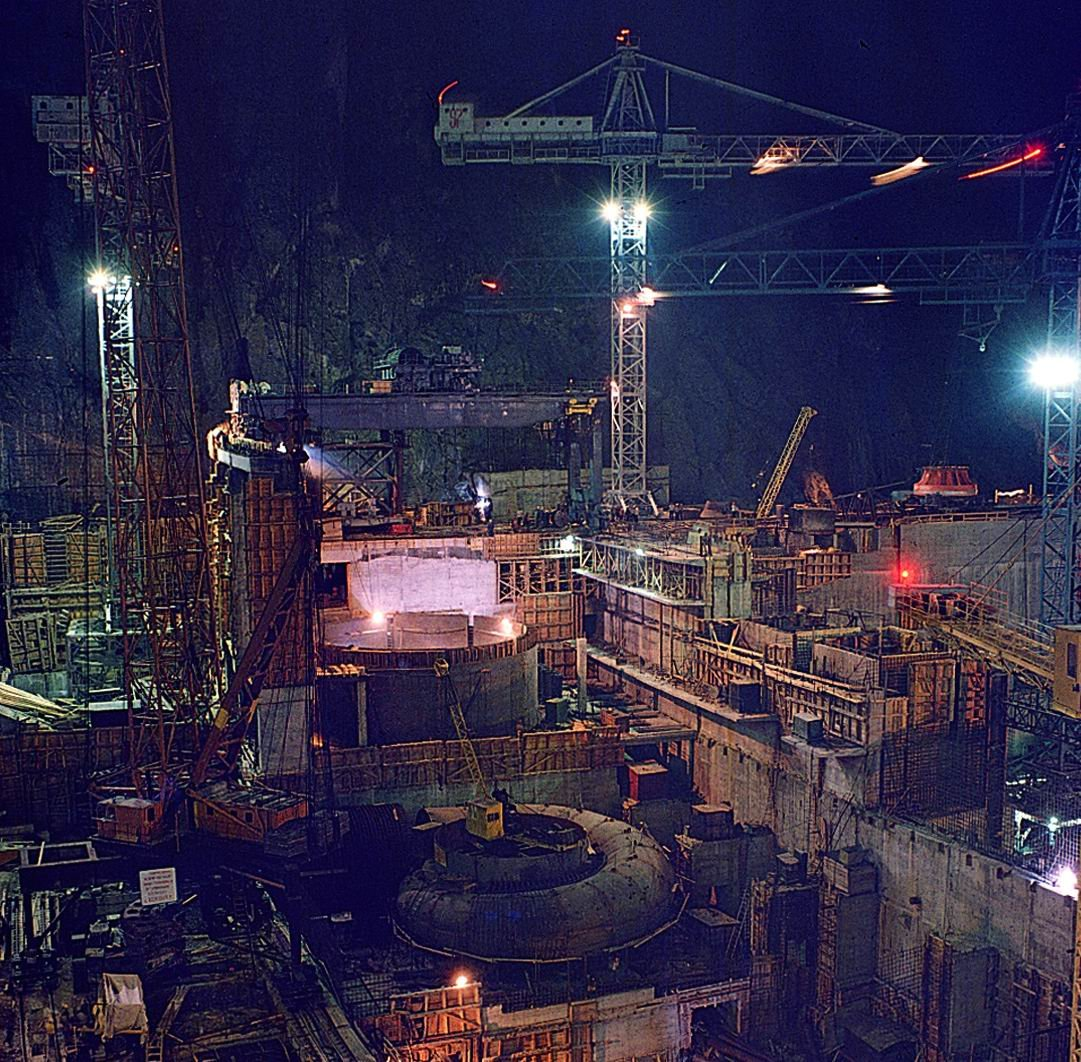
Гидротехнические башенные краны на сооружении Саяно-Шушенской ГЭС

Башенные краны на строительных площадках страны начали применять ещё в годы первых пятилеток. Первые советские башенные краны были изготовлены в 1936 году. До Великой Отечественной войны парк башенных кранов в СССР составлял порядка 200 единиц, а их ежегодный выпуск в те годы составлял несколько десятков.
После войны в СССР более 75 % всех башенных кранов выпускали заводы созданного в феврале 1946 года Наркомстройдормаша.
До 1960 года краны, в основном, выпускались неспециализированными предприятиями, что привело к разнотипности машинного парка. В 1960 году, вместо существовавших в тот период 80 моделей башенных кранов, головным отраслевым институтом ВНИИСтройдормаш разрабатывается ряд унифицированных кранов из восьми базовых типоразмеров.
При этом на специализированных краностроительных предприятиях осуществлялась плановая организация по выпуску унифицированных механизмов. Она позволила одновременно:
- увеличить на 25 — 50 % надёжность работы[4].
- снизить на 10 — 25 % стоимость выпуска[4].
- использовать для ремонта поэлементный метод[4].
- сократить проектные сроки[4].

Конструкции кранов постоянно совершенствовались, появлялись новые модели, улучшались характеристики, расширялась область применения башенных кранов. Если первые краны обладали грузоподъёмностью от 0,5 т до 1,5 т, высотой подъёма от 20 до 30 м, то к 1980-м появились краны грузоподъёмностью до 50 т, с высотой подъёма до 150 м. В период с 1976 года по 1980 годы появились краны пятой и шестой размерных групп (КБ-504, КБ-674, КБ-675, КБ-676), которые обладали более высокими техническими характеристиками. В середине 1980-х годов в стране началась подготовка к разработке ряда модульных кранов (КБМ-301, КБМ-401, КБМ-571).

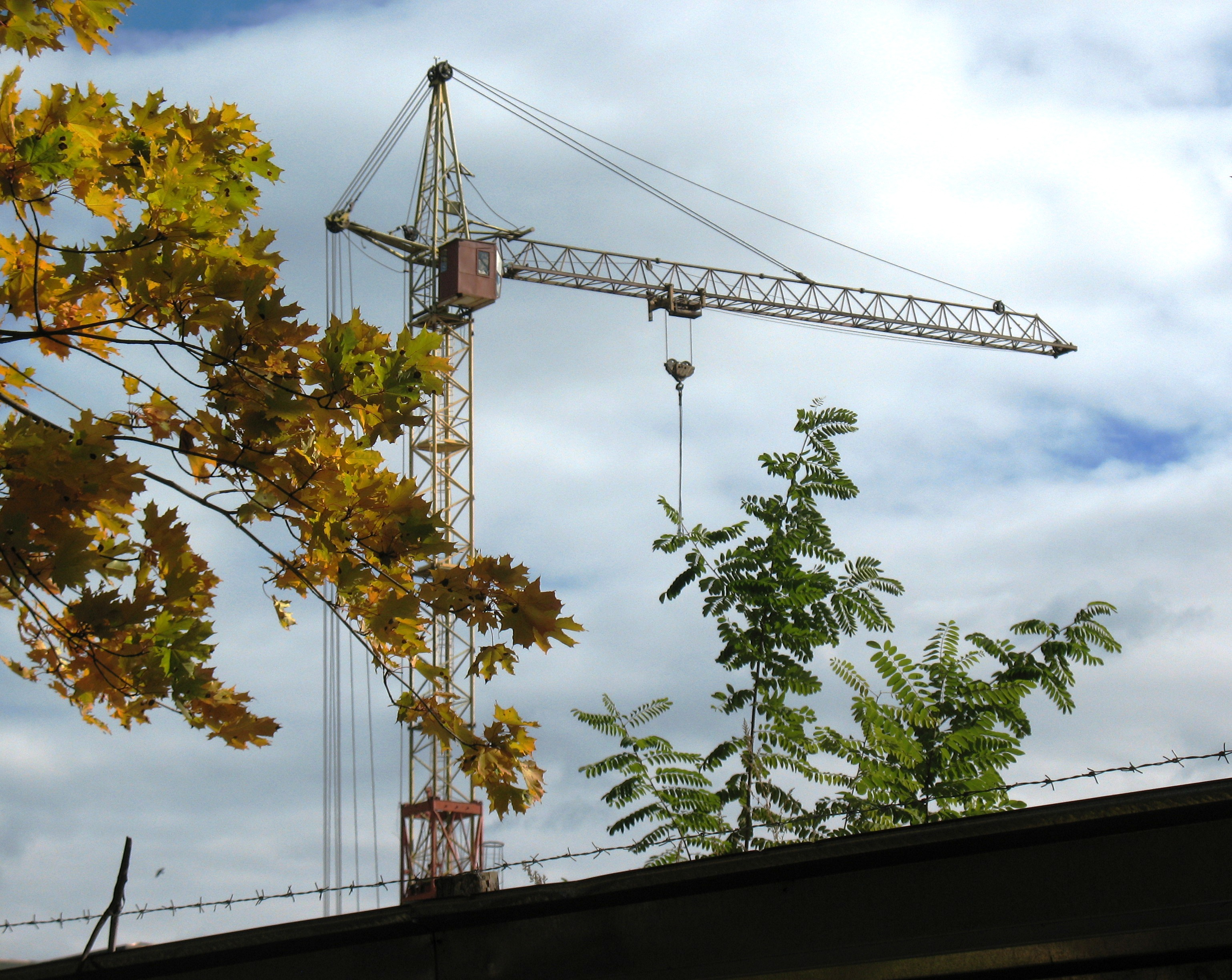
Башенный кран КБ-401

К началу 1980-х годов в стране действовали 28 специализированных краностроительных предприятий, расположенных в РСФСР, УССР и Грузинской ССР. Отдельными партиями краны производились в Казахской ССР.
Ежегодно к началу 1980-х годов краностроительные предприятия выпускали до 3 тыс. кранов, а на 1985 год — порядка 4 тысяч. Причём потребность строительной отрасли превышала объём выпуска на тысячу единиц. В эксплуатации же на территории Советского Союза находилось примерно 50 тысяч башенных кранов 120 различных моделей.

### СНГ
С окончанием перестройки, распадом СССР и началом экономических реформ, как для отрасли производства кранов, так и для строительной отрасли наступили трудные времена: одни краны свозились на базы хранения, другие — консервировались, а третьи — отправлялись на металлолом. Сократилось как количество изготовителей кранов, так и объёмы их выпуска.
Из всех бывших советских республик, башенные краны в настоящее время производятся на территории Белоруссии, России и Украины. В остальных бывших республиках СССР, таких как Казахстан, собственное производство башенных кранов сегодня отсутствует и все башенные краны ввозятся из-за рубежа.
Устойчивый рост в производстве башенных кранов в РФ наметился только после августовского экономического кризиса. Так, по состоянию на 2004 год, в России действовали восемь производителей. В следующем году — семь, а в 2007 году количество изготовителей увеличилось до девяти.
За последнее время возрос импорт в Россию кранов из-за рубежа (Германия, Франция, Испания, Италия, КНР и др.). На 2005 год доля импортных кранов составляла: на российском рынке — 40 % (из них четверть — новые). В Казахстане из всех ввезённых в 2005 году в страну башенных кранов большая часть (69,6 %) приходится на краны из Китая, доля же российских кранов на казахском рынке составила 11,3 %. Стоимость нового башенного крана, сделанного в РФ, составляет от 9 до 14 млн рублей. Европейский же кран (аналогичный по характеристикам) дороже на 25-50 %. Стоимость кранов, выпущенных в КНР, варьируется от 20 до 190 тысяч долларов.
Согласно данным Госгорпромнадзора, на Украине (по состоянию на 1 января 2008 года) эксплуатировались 5336 башенных кранов, большая часть которых изготовлена в советскую эпоху. На территории России же на начало 2000-х годов было зарегистрировано 24477 башенных крана. В Белоруссии (данные республиканского Проматомнадзора) в 2007 году работали 1100 башенных кранов, большинство из них отработали свой срок.

## Устройство и принцип работы
Основное назначение башенного крана — обслуживать территорию строительных площадок зданий и сооружений, складов, полигонов, погрузка и разгрузка материалов с транспорта — при выполнении строительно-монтажных и погрузочно-разгрузочных работ.
При этом башенным краном производятся рабочие движения: изменение вылета, подъём стрелы, поворот и передвижение крана. Изменение вылета стрелы, в зависимости от её типа, производится либо подъёмом или опусканием стрелы, либо перемещением грузовой тележки вдоль стрелы.
Подъём грузов осуществляют при помощи грузовой лебёдки, грузового каната и крюковой обоймы. Поворотная часть крана вращается относительно неповоротной при помощи поворотного механизма. Они связаны опорно-поворотным устройством (сокр. ОПУ), которое передаёт вертикальные и опрокидывающие нагрузки от поворотной части на неповоротную — ходовую раму.
Основные механизмы башенных кранов оснащены специальными устройствами безопасности, называемыми ограничителями, которыми оснащены: механизм подъёма груза, поворота крана, передвижения грузовой тележки и подъёма стрелы. Управление этими механизмами крана осуществляется крановщиком из кабины управления, которая, как правило, устанавливается в верхней части конструкции башни.

### Классификация

#### Назначение
По назначению выделяют:
- Краны общего назначения: для гражданского и промышленного строительства[18].
- Специальные краны: для промышленного строительства[18].
- Высотные краны[18]: самоподъёмные, ползучие и приставные краны[19].
- Краны-погрузчики: для складов, баз и полигонов[18].

#### Возможность перемещения
По возможности перемещения различают:
- Передвижные: самоходные и прицепные[17].
- Стационарные: приставные и универсальные[17].
- Самоподъёмные[17]: устанавливаются на каркасе строящегося здания.

#### Тип ходового устройства
В качестве ходового устройства в передвижных башенных кранах применяют:
- Автомобильные[4][20].
- Пневмоколёсные[4][20].
- Гусеничные[4][20].
- Рельсовые[4][20].
- Шагающие[4].
- Шасси автомобильного типа[4].

По конструктивным особенностям, также выделяют две группы кранов: «классические» башенные краны (с оголовком башни) и безоголовочные. Кроме того, выпускаются быстромонтируемые башенные краны, сборка которых осуществляется в минимально короткие сроки, без верхолазных работ и вспомогательной техники.

### Описание и конструкция
Любой башенный кран состоит из следующих частей:
- Башня.
- Рабочая стрела.
- Опорная часть.
- Опорно-поворотное устройство.
- Кабина управления.

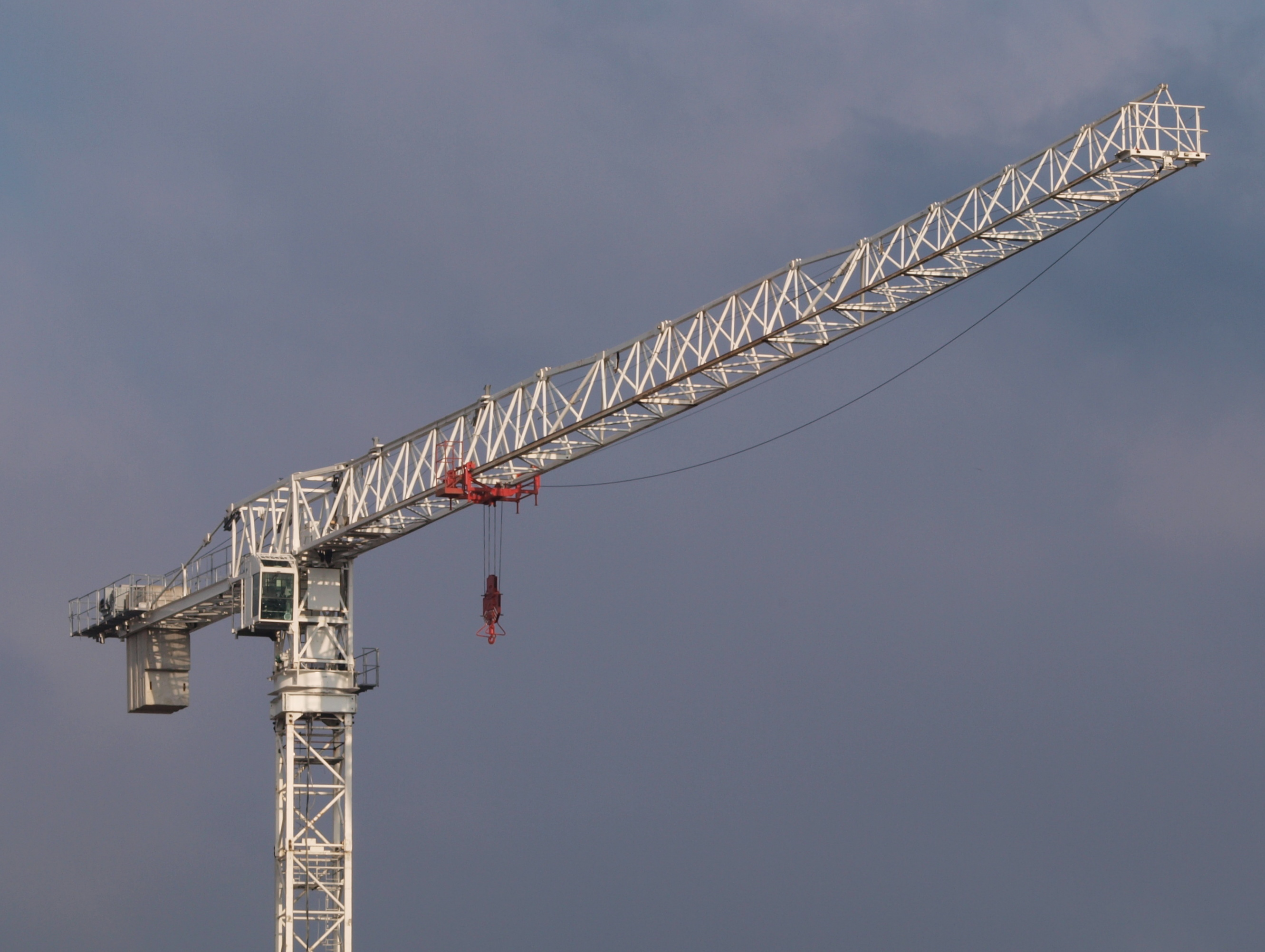
Безоголовочный башенный кран

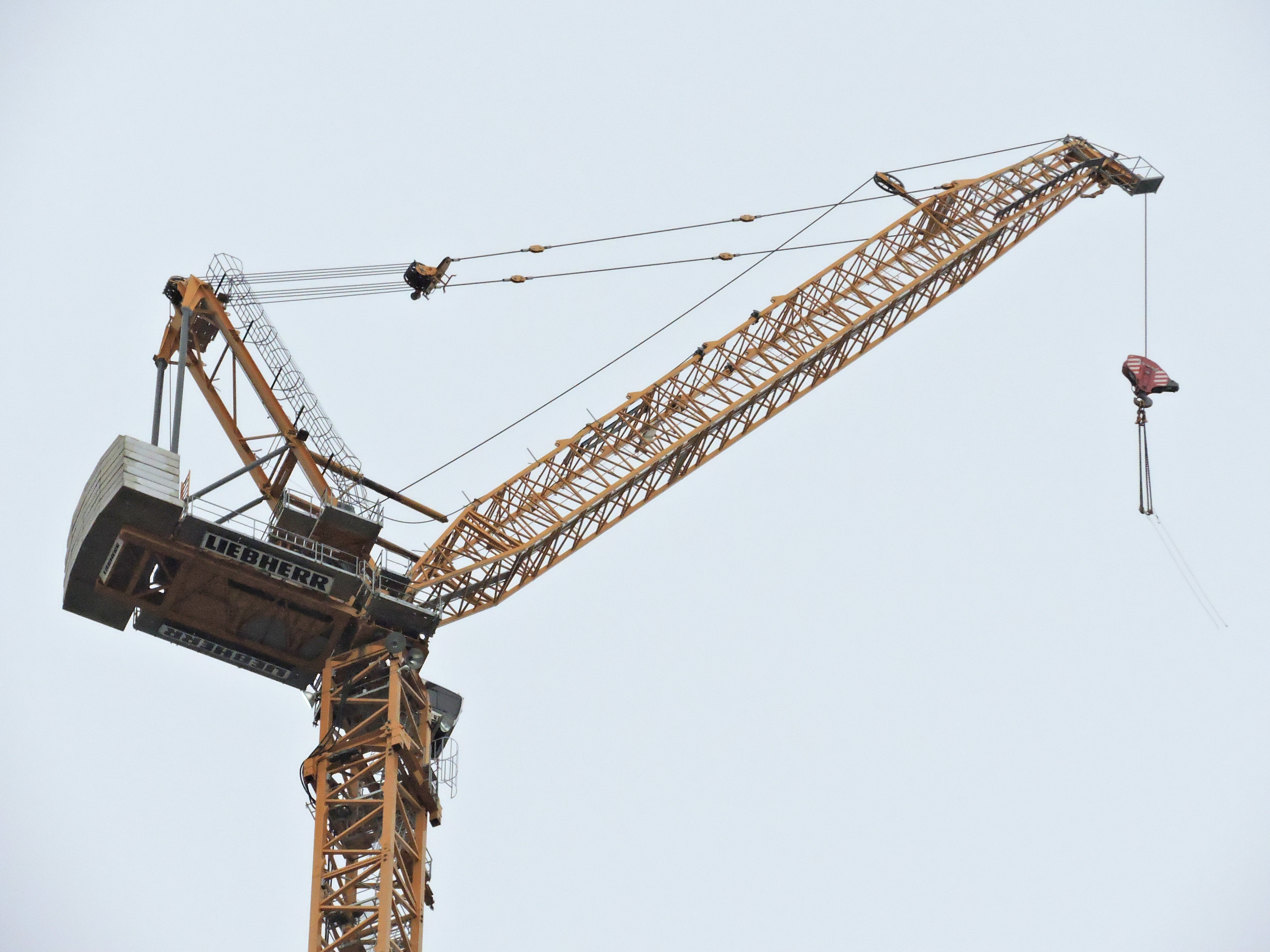
Башенный кран «Liebherr» с подъёмной маховой стрелой. На фото исполнение крюковой подвески без блока

Для выполнения основных операций кран оснащается соответствующими механизмами: лебёдками, блоками и полиспастами.
Башня крана общего назначения имеет либо телескопическую конструкцию, либо решётчатую, двух типов: поворотную и неповоротную. При большой высоте она может быть наращиваемой (сверху) и подращиваемой (снизу). В качестве основного грузозахватного органа применяется крюковая подвеска. Такие краны, в основной массе, изготавливаются в передвижном исполнении на рельсовом полотне, а их конструкция позволяет быстро осуществлять их монтаж и демонтаж и дальнейшую транспортировку на другой объект.
Краны для высотного строительства выполняются в приставном исполнении. Конструкция такого крана опирается на землю и на каркас возводимого здания (при помощи оттяжек).
К кранам для высотного строительства относят также и самоподъёмные краны, иногда называемые ползучими. Кран этого типа устанавливается на конструкциях возводимого здания, а затем при помощи собственных механизмов периодически перемещается вертикально вверх (на один или несколько этажей) — по мере роста возводимого здания. В строящихся монолитных зданиях самоподъёмный кран опирается на специальные окна, предусмотренные в стенах лифтовых шахт. При возведении сборных железобетонных зданий опорой для крана являются ячейки (металлического или железобетонного) каркаса здания. Подъём крана может осуществляться лебёдкой, расположенной у основания башни, либо специальным гидравлическим механизмом выдвижения. Достоинствами этого вида башенных кранов являются: возможность работы на косогорах и в стеснённых условиях, а также способность обеспечить строительство здания со сложной конфигурацией (в плане) одним краном. Одним из основных ограничений такого крана (по высоте) является канатоёмкость лебёдки, а главным недостатком — трудность демонтажа после завершения строительства.
Краны-погрузчики выполняются на базе и с использованием узлов кранов общего назначения.

#### Рабочая стрела
В качестве рабочей стрелы башенного крана может быть применена молотовидная (безоголовочный кран) или подвесная стрела (с жёстким расчалом из отдельных тяг, либо на гибкой канатной подвеске). Конструктивно стрела может представлять собой балочную, подъёмную или комбинированную шарнирно-сочленённую стрелу, выполненную из труб (малого или большого диаметра), гнутого профиля или уголков. Стрелы кранов изготавливаются секционными, что упрощает сборку и транспортировку, а также обеспечивает универсальность исполнений.

##### Балочная стрела
Стрела балочного типа представляет собой металлоконструкцию с квадратным, треугольным, либо прямоугольным поперечным сечением. Стрела состоит из двух поясов, по нижним поясам которой (вдоль всей стрелы) перемещается грузовая тележка. Стрела может устанавливаться либо горизонтально, либо под углом (от 30 ° до 45 °). В случае установки под углом тележка может быть перемещаемой вдоль поясов стрелы, либо жёстко закреплена на её конце.
Вылет такой стрелы изменяется путём перемещения тележки с подвешенным грузом по направляющим балкам неподвижно закреплённой стрелы.

##### Подъёмная стрела
Подъёмная (маневровая) стрела представляет собой пространственную металлоконструкцию с квадратным, треугольным, либо прямоугольным поперечным сечением. Конструкция прикреплена при помощи опорного шарнира к башне. На конце стрелы расположены блоки, которые могут быть разнесены с использованием балансира, который соединяется с головной частью стрелы. Груз при этом постоянно подвешен к блокам, оснащённым грузовыми канатами. Стрела этой разновидности устанавливается наклонно к горизонту. Путём её перемещения с подвешенным к блокам грузом, изменяется её вылет — на допустимый угол наклона.
Преимущества этого типа стрел: простота конструкции. В сравнении с кранами, снабжёнными, к примеру, балочными стрелами, подъёмные стрелы демонстрируют лучшую маневренность в стеснённых условиях и более технологичны и удобны в изготовлении и эксплуатации. При равных же характеристиках такой башенный кран легче (до 20 %), чем кран с балочной стрелой.
Недостатки: при изменении вылета стрела не имеет возможности горизонтального перемещения груза, а горизонтальная скорость перемещения груза при этом будет невысокой и неравномерной. Кроме того, стрелы этой разновидности не позволяют охватить с одной стоянки крана всю зону обслуживания, например, вблизи башни самого крана.

##### Шарнирно-сочленённая стрела
Стрела относится к типу комбинированных, имеет форму ломаной. Конструктивно состоит из двух основных частей: основной (корневой) и головной. Головная часть называется гуськом. Кран, оснащённый такой стрелой, имеет две крюковые подвески. Вылет шарнирно-сочленённой стрелы изменяется либо подъёмом всей стрелы, либо сочетанием движений по подъёму с дальнейшим перемещением вдоль стрелы грузовой тележки. Стрелы этой разновидности применяются для увеличения высоты подъёма крана и вылета крюка.

#### Башня и поворотное устройство
Башня крана представляет собой телескопическую (трубчатая конструкция, изготовленная из трубы большого диаметра), либо решётчатую конструкцию, выполненную из уголков или из труб малого диаметра.
По способу поворота башня крана может быть верхнеповоротной (с неповоротной башней и поворотным оголовком) и нижнеповоротной (с поворотной платформой или с поворотной башней).
По способу сборки башни кранов могут выполняться неразбираемыми, разбираемыми на земле (телескопические и складывающиеся), подращиваемыми снизу и наращиваемыми сверху.

##### Поворотная башня
Опорно-поворотное устройство нижнеповоротного крана с поворотной платформой размещено внизу, непосредственно на опорной части крана или на портале.
К поворотной части относятся: поворотная платформа с размещёнными на ней рабочими механизмами крана — грузовой и стреловой лебёдками, механизмом поворота. Кроме того, на платформе устанавливаются плиты противовеса, башня с оголовком, распоркой и стрелой.

##### Неповоротная башня
На верхнеповоротных кранах платформа с установленной на ней башней не поворачивается. Опорно-поворотное устройство такого крана размещено в верхней части конструкции башни. Для возможности перемещения грузов по дуге на башне установлен поворотный оголовок, к которому для уравновешивания стрелы крепится противовесная консоль с контргрузом. Рабочие механизмы установлены на противовесной консоли.
Современные башенные краны с неповоротной башней обладают грузоподъёмностью более 10 т. Увеличенная грузоподъёмность и высота подъёма груза приводят к большой общей массе, что затрудняет создание кранов с опорно-поворотным устройством в нижней части машины.
Главное достоинство передвижных кранов с неповоротной башней — возможность их переоборудования в приставные краны, которые являются универсальными и могут выступать в качестве самоподъёмных и передвижных — на малой высоте они передвижные, а при её увеличении — выступают в качестве стационарных приставных.

#### Ходовое устройство
Приставные башенные краны не имеют ходового устройства. Перемещение передвижных башенных кранов по обслуживаемой площадке осуществляется при помощи ходового устройства, в основном, рельсового типа.
Рельсовое ходовое устройство. Представляет собой опирающиеся на подкрановые пути стальные ходовые колёса с ребордами, объединённые в ходовые тележки. В зависимости от нагрузки, ходовая тележка может объединять от четырёх до 32 колёс. Если башенный кран имеет восемь (и более) ходовых колёс, то их объединяют при помощи балансиров в тележку, которая называется балансирной. Нагрузка от крана в этом случае равномерно распределяется между всеми колёсами.
Ходовые тележки подразделяются на приводные и неприводные (ведущие и ведомые). Расположение приводных тележек может быть как односторонним (обе на одном рельсе), так и двусторонним (по диагонали) — на разных рельсах кранового пути. В случае двустороннего расположения тележек перемещение крана более плавное. Однако у двустороннего расположения есть недостаток: при движении по криволинейным участкам колёса, перемещающиеся по внутреннему рельсу, пробуксовывают и быстрее изнашиваются.

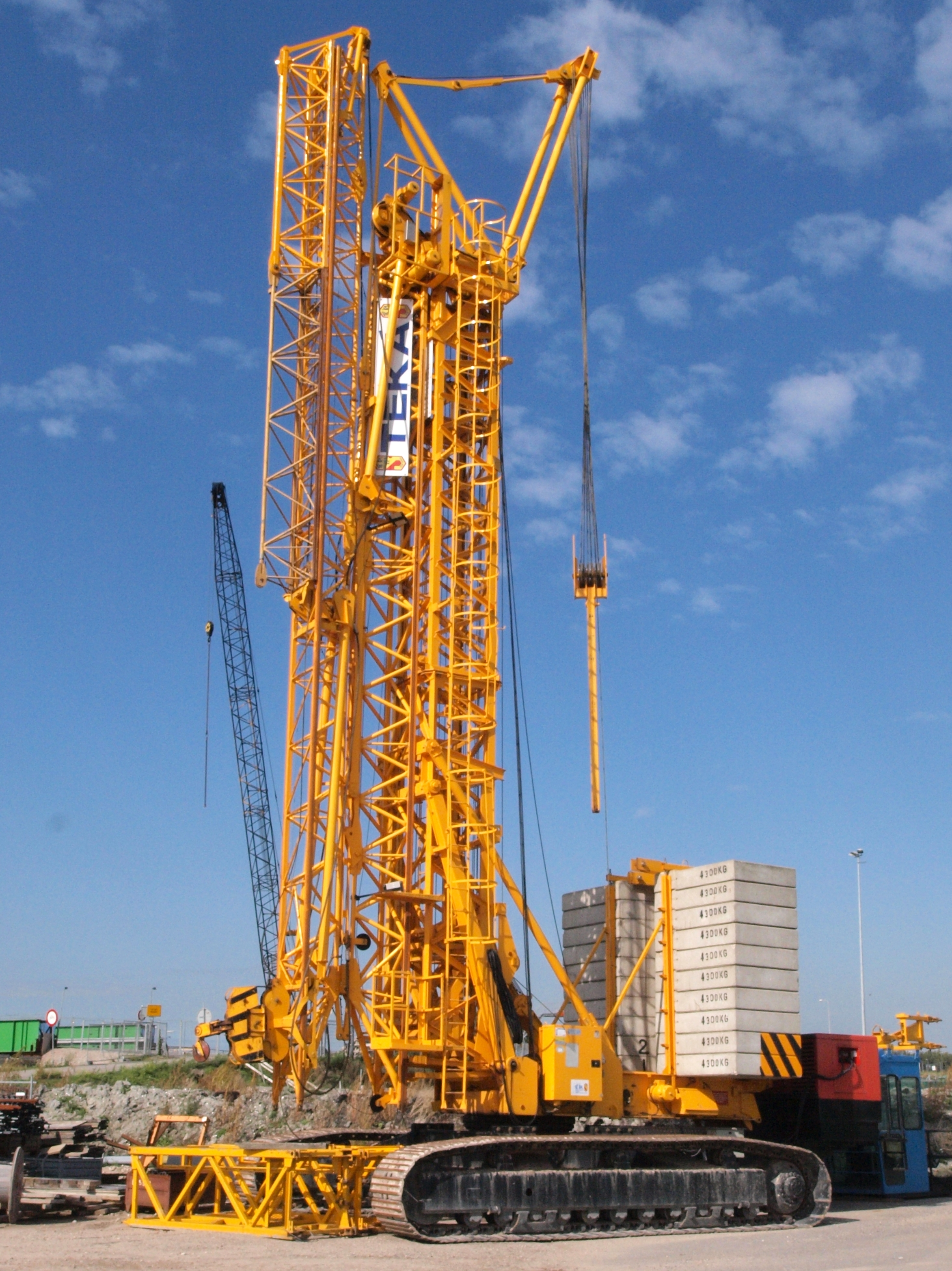
Гусеничный башенный кран

Шагающее ходовое устройство. Используется в тяжёлых башенных кранах, работающих на слабых грунтах. Такое ходовое устройство сочетает в себе как элементы рельсового ходового устройства, так и шагающего: опорой такого крана является цилиндрический опорный башмак, соединённый с ходовой платформой, а для перемещения используются ходовые колёса. Перемещение шагающего крана заключается в попеременной перестановке опорных частей в направлении движения.
Передвижение шагающего крана осуществляется следующим образом:
1. Опорный башмак крана вместе с ходовой платформой поднимаются над поверхностью, после чего рама передвигается вперёд.
2. Ходовая платформа крана опускается на поверхность, а опорный башмак вновь поднимается над землёй.
3. Кран при помощи ходовые колёс перемещается вперёд вдоль ходовой рамы — на величину шага, а опорный башмак опускается на землю.

Опорные поверхности шагающих кранов могут быть также выполнены в виде центральной опорной плиты и двух лыж. В этом случае перемещение крана осуществляется при помощи кривошипно-шатунных механизмов, либо гидравлических домкратов, штоки которых прикреплены на шарнирах к опорному башмаку.
Башенные краны, устанавливаемые на автомобильном, пневмоколёсном и гусеничном шасси выполнены на основе самоходных кранов стрелового типа. В качестве рабочего стрелового оборудования применяются устройства в виде подъёмной стрелы или стрелы балочного типа, с перемещаемой вдоль неё грузовой тележкой.

## Технические характеристики
Характеристики современных башенных кранов достигают:
| Грузоподъёмность, т:       | 5—25 (до 75)                                        |
| Вылет, м:                  | 25—40 (до 80)                                       |
| Высота подъёма, м:         | до 90 для передвижных (до 150—220 — для приставных) |
| Скорости:                  |                                                     |
| подъёма груза, м/мин:      | 2—200                                               |
| вращения, об/мин:          | 0,2—1,0                                             |
| передвижения крана, м/мин: | 10—30                                               |

## Маркировка и индексы кранов
Конструкции кранов, выпускаемых в настоящее время, объединены в массовые размерные группы — по исполнению и назначению. Внутри каждой из групп находятся связующие сборочные единицы, превращённые в унифицированные блок-модули. Между видами и схемами приводов достигнута общность принципов исполнений, которая обеспечивает последовательное изучение всех звеньев в конструкции несущей системы, рабочих механизмов, силовых передач, электропривода, гидравлические системы, аппаратуры управления, рабочих органов, приборов и устройств безопасности.

## Применение

### Строительные краны

Стационарный кран

Строительные башенные краны общего назначения применяют, в основном, при гражданском (сельском и городском), промышленном и гидротехническом строительстве, при монтаже зданий, сооружений и технологического оборудования, а также для подачи строительных материалов.
Строительные краны для высотного строительства применяются для возведения многоэтажных гражданских и промышленных зданий и сооружений большой высоты (до 150 м и более).
При сооружении небоскреба комплекса Лахта-центр использовались строительные башенные краны Liebherr 710 HC-L 32/64 Litronic и Liebherr 357 HC-L 12/24 Litronic. Форма объекта, повторяющая силуэт свечи, потребовала специального планирования проекта. Проектированием занимались инженеры Renaissance Construction и департамент Liebherr Tower Crane Solutions.

### Судостроительные и достроечные краны
Судостроительные башенные краны обеспечивают сборку корпусов на стапелях судостроительных заводов и достройку их после спуска на воду. Первые называются стапельными, а вторые — достроечными.

### Специальные краны

#### «Кролл»
В энергетическом строительстве получили применение краны «Кролл». Башенные краны выпускаются двух типов: полусамоходные (по терминологии изготовителя) и рельсовые самоходные.

##### Полусамоходные

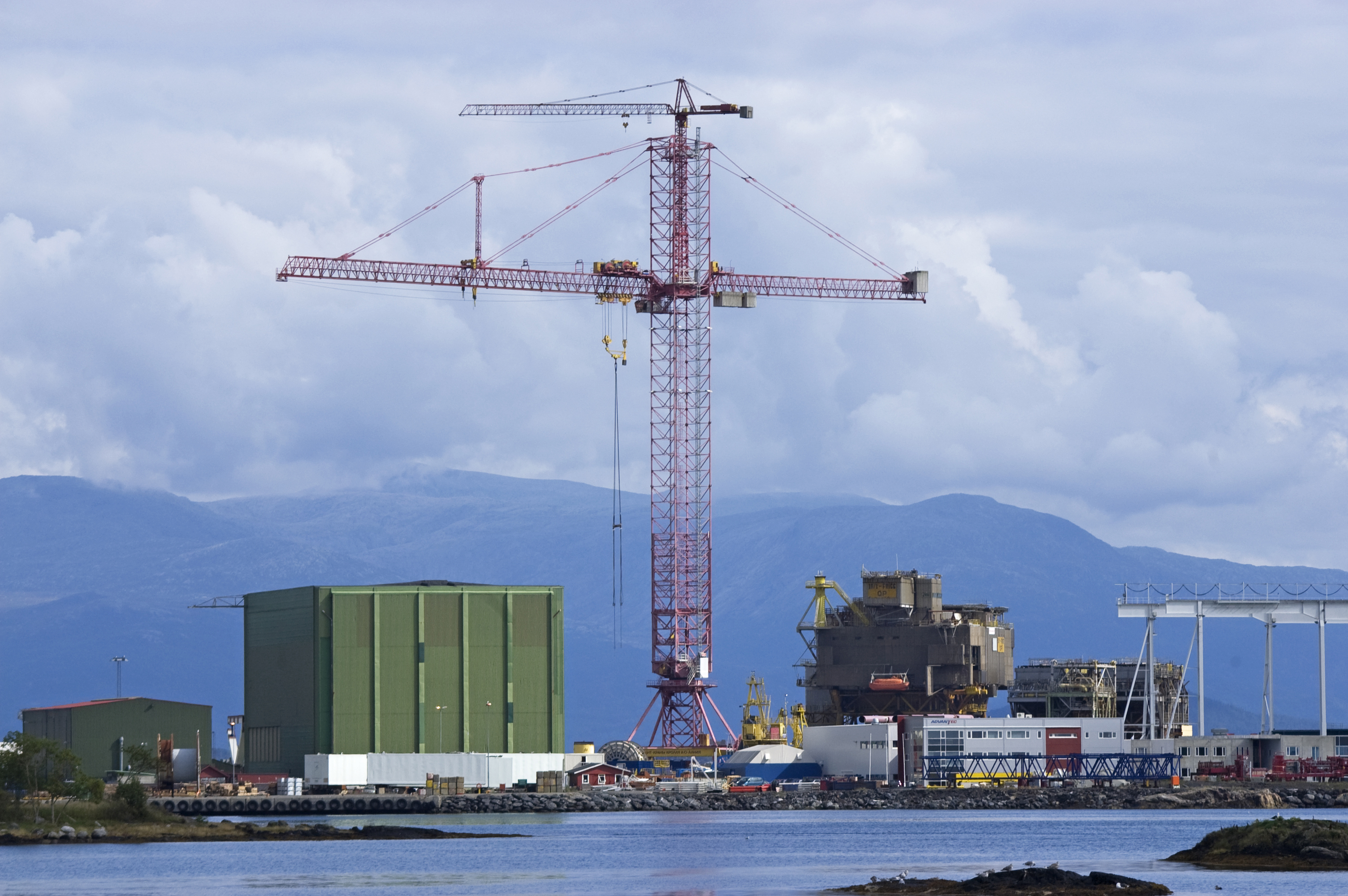
Кран «Кролл»

Представляют собой решётчатую металлоконструкцию, башня которой устанавливается на низком портале. Портал крана имеет рамную конструкцию. Кран оборудован стрелой решётчатого типа, которая шарнирно закреплена на башне. В рабочем положении кран стоит на 4 винтовых опорах, которые стационарно закреплены на портале.
Передвижение такого крана осуществляется на задней колёсной паре, которая закреплена на раме портала. При этом впереди подставляется узко расположенная колёсная пара с тяговой балкой, соединяемая с тяговым крюком буксирующего транспортного средства.

##### Рельсовые самоходные
Из всего семейства выпускаемых кранов, на территории Советского Союза применялся кран марки K-10000. Этот кран стал самым мощным из всех стреловых самоходных рельсовых кранов и у монтажников именовался просто «Кролл». Он был впервые поставлен в США в 1979 году на строительство атомной электростанции. В СССР К-10000 применялся в энергетическом строительстве — при возведении атомных электростанций.

### Краны-погрузчики
Применяются для выполнения погрузочно-разгрузочных и складских работ по подъёму и перемещению строительных изделий, конструкций и грузов на открытых складах, полигонах стройиндустрии, а также строительных площадках. Конструктивно отличаются от остальных башенных кранов заниженной башней. Стрела у кранов-погрузчиков — балочная, с грузовой тележкой.

## Монтаж и демонтаж

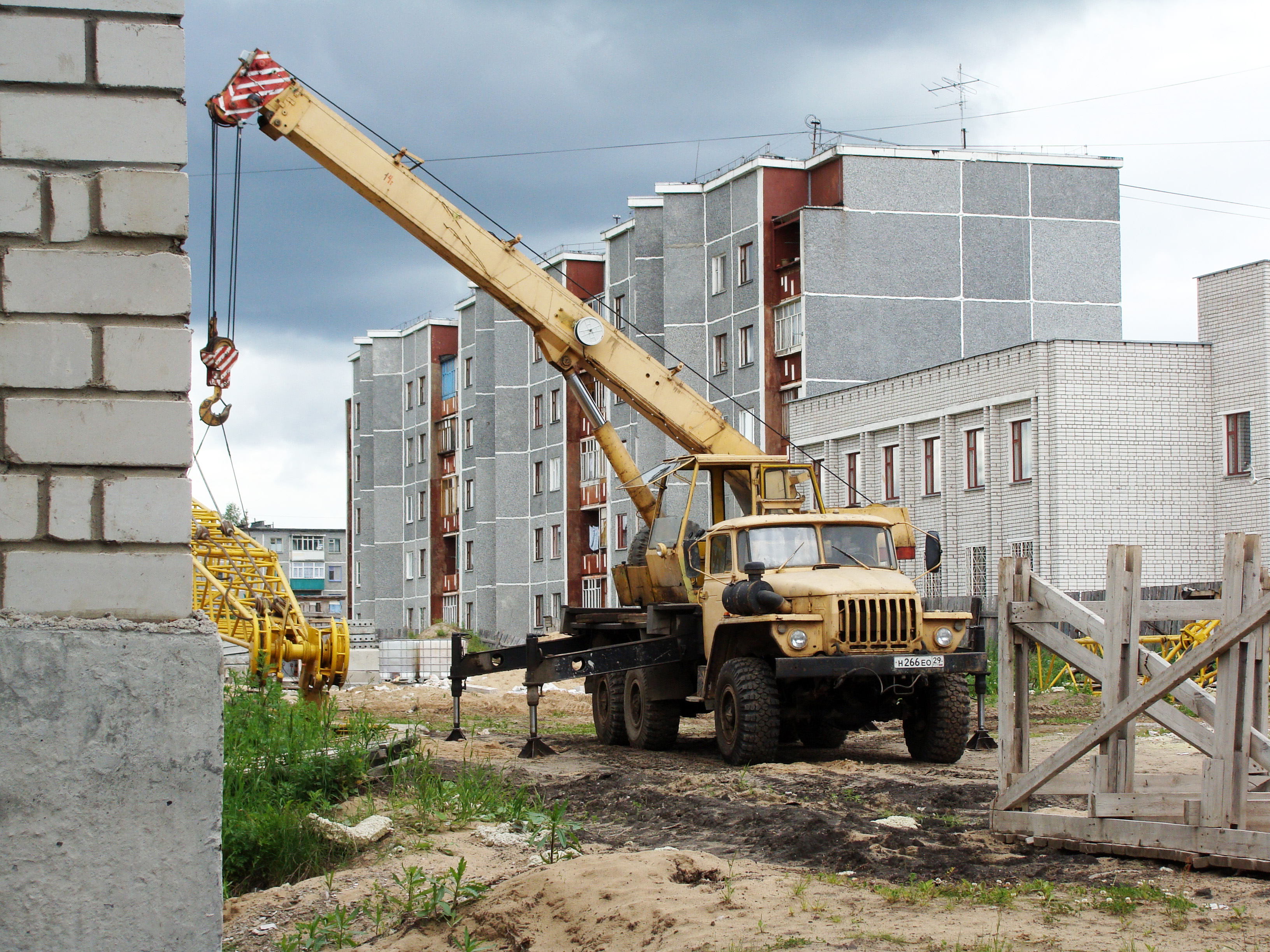
Монтаж башенного крана с использованием автокрана

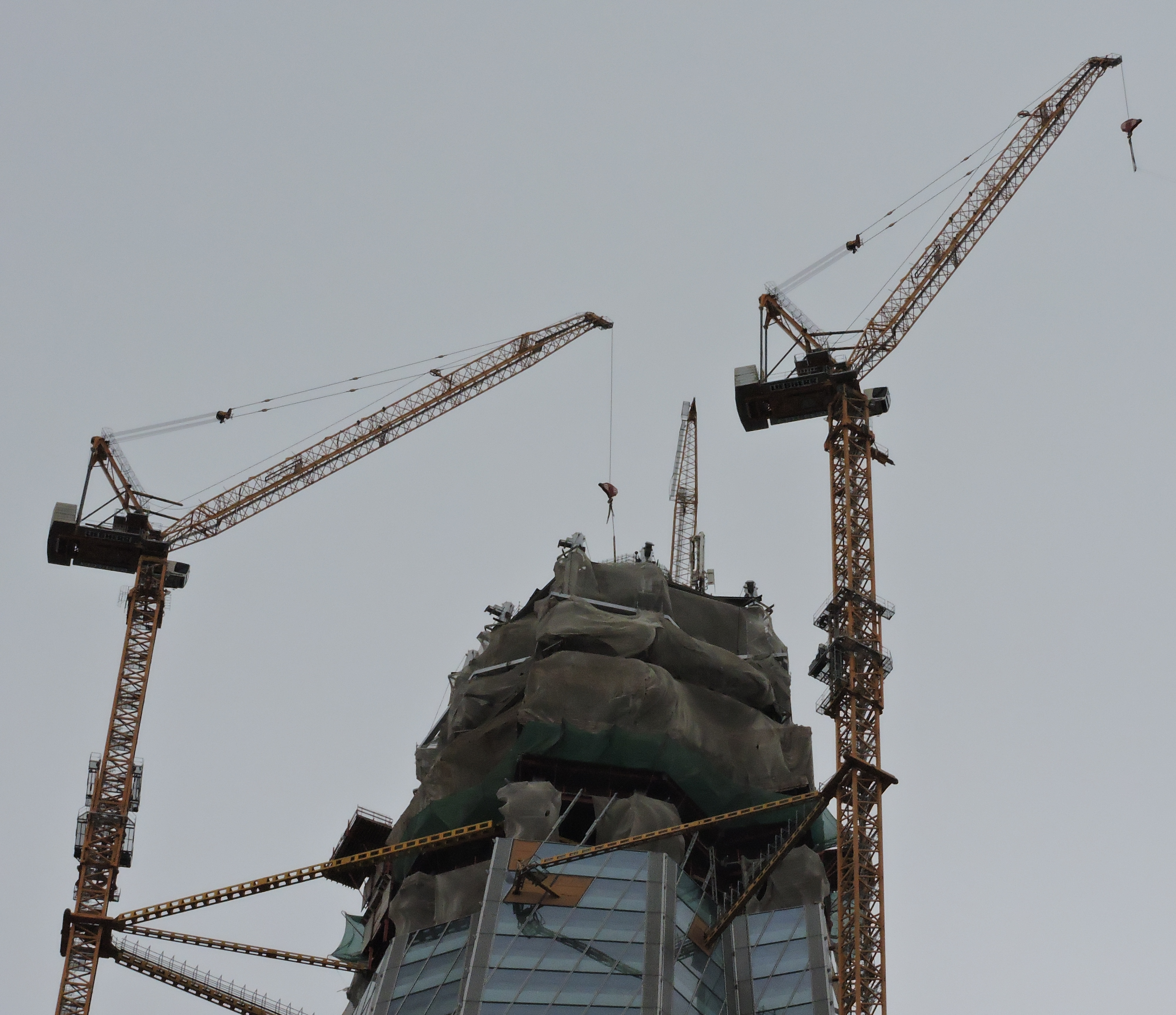
На башнях башенных кранов установлены домкратные обоймы для монтажа/демонтажа секций

Монтаж и демонтаж осуществляют согласно инструкции, правилам техники безопасности и СНиП. Этапы могут отличаться для разных типов башен и моделей кранов.

## Транспортировка
Перевозку кранов осуществляют:

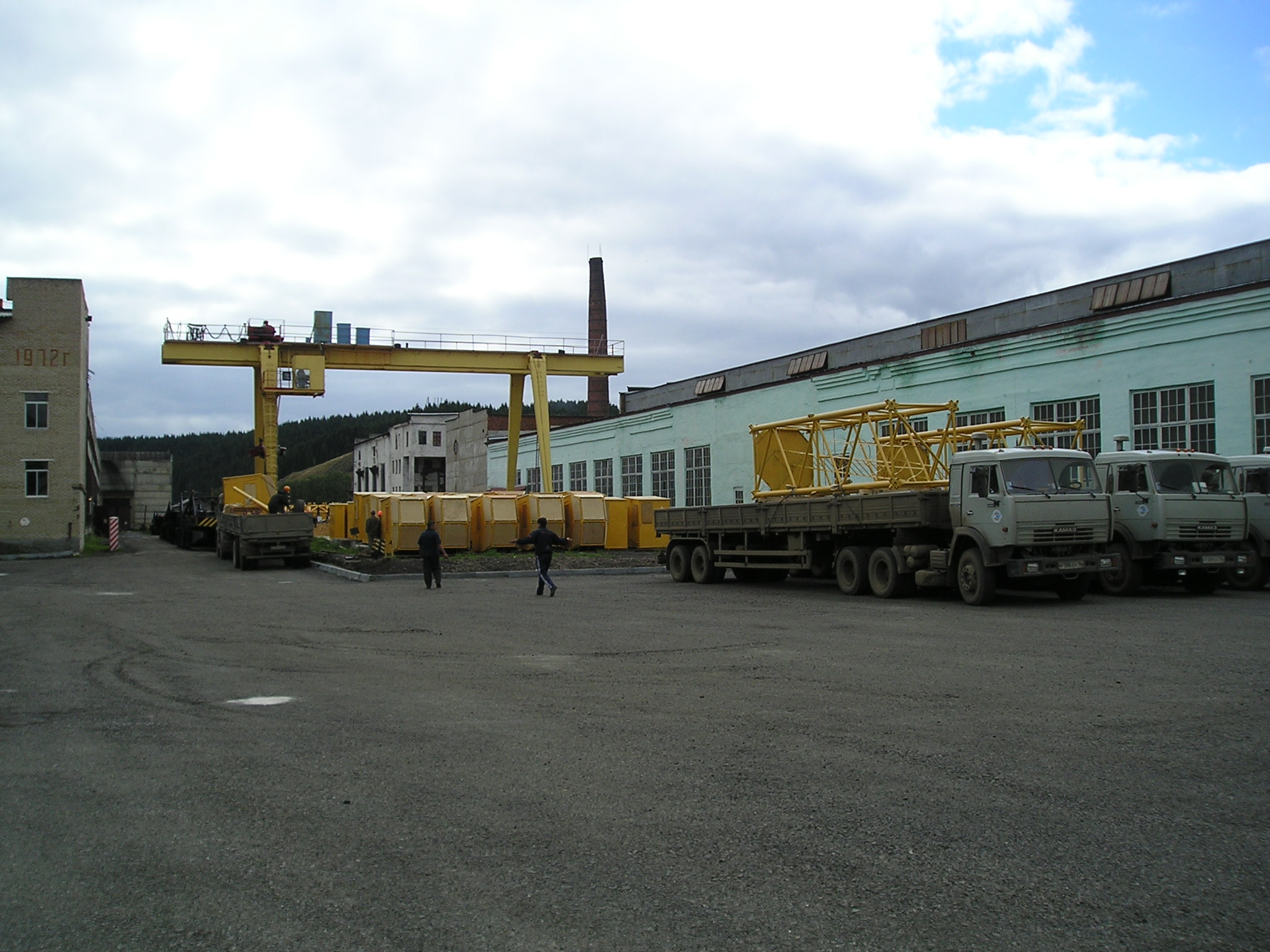
Отгрузка частей башенного крана

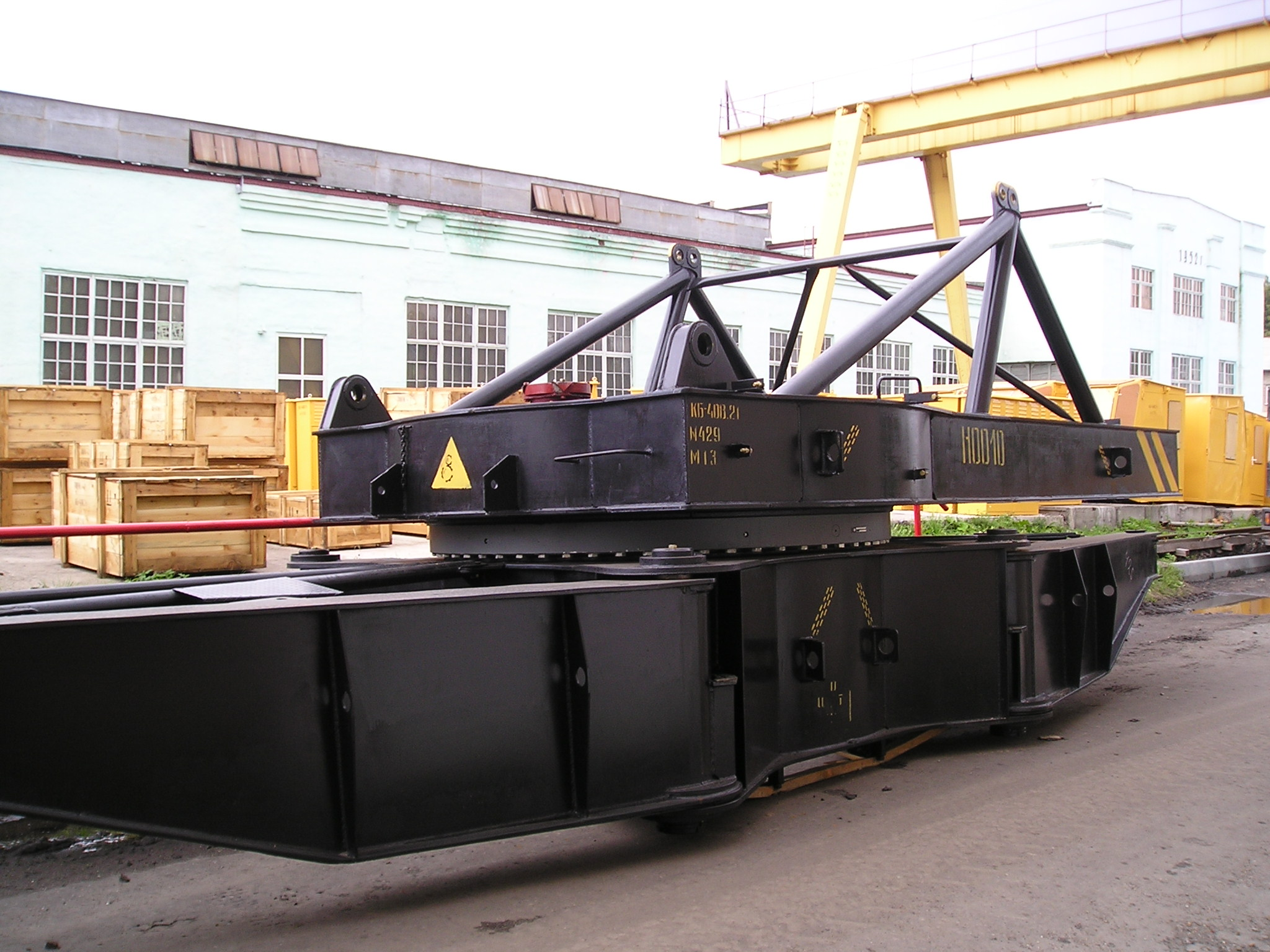
Опорная рама с поворотной платформой башенного крана в транспортном положении.

- Автотранспортом. Может производиться отдельными узлами стандартным автотранспортом, в зависимости от местных условий, характеристики транспортных средств и требований ГИБДД. При этом руководствуются «Правилами дорожного движения» и инструкцией по монтажу[28][29].
- Водным транспортом. Руководствуются СНиП и «Правилами техники безопасности и производственной санитарии на погрузочно-разгрузочных работах в портах и на пристанях» Министерства Речного флота России[28][29].
- Железнодорожным транспортом. При перевозке по железной дороге кран должен быть разобран на отдельные укрупнённые узлы, размещение и крепление которых узлов на железнодорожных платформах и полувагонах должно производиться в соответствии с чертежами и расчётами крепления, утверждёнными в установленном порядке. При этом руководствуются «Техническими условиями погрузки и крепления грузов» МПС[28][29].